# Collegio di Weaver Vale
Weaver Vale è stato un collegio elettorale situato nel Cheshire, nel Nord Ovest dell'Inghilterra, che eleggeva un membro del parlamento con il sistema first-past-the-post, ossia maggioritario a turno unico. Il collegio è stato abolito in occasione della revisione del 2024, e parte della sua area è confluita nel nuovo Runcorn and Helsby, con alcune parti aggiunte ai nuovi collegi di Mid Cheshire, Chester South and Eddisbury.

## Estensione
- 1997-2010: i ward del distretto di Vale Royal Castle, Church, Forest, Frodsham East, Frodsham North West, Frodsham South, Gorst Wood, Hartford, Helsby Central, Helsby North, Helsby South and Alvanley Ward, Kingsley, Milton, Northwich, Weaver, Winnington, Witton North e Witton South, e i ward del borough di Halton di Brookfields, Castlefields, Clough, Daresbury, Murdishaw e Norton.
- 2010-2024: i ward del Cheshire West and Chester di Forest, Frodsham North, Frodsham South, Hartford and Whitegate, Helsby, Kingsley, Leftwich and Kingsmead, Milton Weaver, Northwich Castle, Northwich Winnington, Northwich Witton e Weaverham, e i ward del borough di Halton di Beechwood, Daresbury, Halton Lea, Norton North, Norton South e Windmill Hill.

Il collegio copriva la parte settentrionale dell'autorità unitaria del Cheshire West and Chester nel Cheshire, incluse le città di Northwich e Frodsham e i villaggi di Helsby e Weaverham. Comprendeva anche parti del Borough di Halton, e copriva i quartieri orientali di Runcorn.

## Membri del parlamento
| Elezione | Elezione | Deputato         | Partito          |
| -------- | -------- | ---------------- | ---------------- |
|          | 1997     | Mike Hall        | Laburista        |
|          | 2010     | Graham Evans     | Conservatore     |
|          | 2017     | Mike Amesbury    | Laburista        |
|          | 2024     | Collegio abolito | Collegio abolito |

## Elezioni

### Elezioni negli anni 2010
| Partito                    | Partito                                | Candidato                  | Risultati 12 dicembre 2019 | Risultati 12 dicembre 2019 |
| Partito                    | Partito                                | Candidato                  | Voti                       | %                          |
| -------------------------- | -------------------------------------- | -------------------------- | -------------------------- | -------------------------- |
|                            | Laburista                              | Mike Amesbury              | 22 772                     | 44,91                      |
|                            | Conservatore                           | Adam Wordsworth            | 22 210                     | 43,80                      |
|                            | Lib Dem                                | Daniela Parker             | 3 300                      | 6,51                       |
|                            | Brexit                                 | Nicholas Goulding          | 1 370                      | 2,70                       |
|                            | Verdi                                  | Paul Bowers                | 1 051                      | 2,07                       |
|                            |                                        |                            |                            |                            |
| Iscritti                   | Iscritti                               | Iscritti                   | 70 551                     | 100,00                     |
| ↳ Votanti (% su iscritti)  | ↳ Votanti (% su iscritti)              | ↳ Votanti (% su iscritti)  | 50 713                     | 71,88                      |
| ↳ Astenuti (% su iscritti) | ↳ Astenuti (% su iscritti)             | ↳ Astenuti (% su iscritti) | 19 838                     | 28,12                      |
|                            |                                        |                            |                            |                            |
|                            | Esito: collegio confermato a Laburista |                            |                            |                            |

| Partito                    | Partito                                           | Candidato                  | Risultati 8 giugno 2017 | Risultati 8 giugno 2017 |
| Partito                    | Partito                                           | Candidato                  | Voti                    | %                       |
| -------------------------- | ------------------------------------------------- | -------------------------- | ----------------------- | ----------------------- |
|                            | Laburista                                         | Mike Amesbury              | 26 066                  | 51,50                   |
|                            | Conservatore                                      | Graham Evans               | 22 138                  | 43,74                   |
|                            | Lib Dem                                           | Paul Roberts               | 1 623                   | 3,21                    |
|                            | Verdi                                             | Chris Copeman              | 786                     | 1,55                    |
|                            |                                                   |                            |                         |                         |
| Iscritti                   | Iscritti                                          | Iscritti                   | 69 049                  | 100,00                  |
| ↳ Votanti (% su iscritti)  | ↳ Votanti (% su iscritti)                         | ↳ Votanti (% su iscritti)  | 50 613                  | 73,30                   |
| ↳ Astenuti (% su iscritti) | ↳ Astenuti (% su iscritti)                        | ↳ Astenuti (% su iscritti) | 18 436                  | 26,70                   |
|                            |                                                   |                            |                         |                         |
|                            | Esito: collegio passa da Conservatore a Laburista |                            |                         |                         |

| Partito                    | Partito                                   | Candidato                  | Risultati 7 maggio 2015 | Risultati 7 maggio 2015 |
| Partito                    | Partito                                   | Candidato                  | Voti                    | %                       |
| -------------------------- | ----------------------------------------- | -------------------------- | ----------------------- | ----------------------- |
|                            | Conservatore                              | Graham Evans               | 20 227                  | 43,16                   |
|                            | Laburista                                 | Julia Tickridge            | 19 421                  | 41,44                   |
|                            | UKIP                                      | Amos Wright                | 4 547                   | 9,70                    |
|                            | Lib Dem                                   | Mary Di Mauro              | 1 395                   | 2,98                    |
|                            | Verdi                                     | Chris Copeman              | 1 183                   | 2,52                    |
|                            | TUSC                                      | Joseph Whyte               | 94                      | 0,20                    |
|                            |                                           |                            |                         |                         |
| Iscritti                   | Iscritti                                  | Iscritti                   | 68 418                  | 100,00                  |
| ↳ Votanti (% su iscritti)  | ↳ Votanti (% su iscritti)                 | ↳ Votanti (% su iscritti)  | 46 867                  | 68,50                   |
| ↳ Astenuti (% su iscritti) | ↳ Astenuti (% su iscritti)                | ↳ Astenuti (% su iscritti) | 21 551                  | 31,50                   |
|                            |                                           |                            |                         |                         |
|                            | Esito: collegio confermato a Conservatore |                            |                         |                         |

| Partito                    | Partito                                           | Candidato                  | Risultati 6 maggio 2010 | Risultati 6 maggio 2010 |
| Partito                    | Partito                                           | Candidato                  | Voti                    | %                       |
| -------------------------- | ------------------------------------------------- | -------------------------- | ----------------------- | ----------------------- |
|                            | Conservatore                                      | Graham Evans               | 16 953                  | 38,54                   |
|                            | Laburista                                         | John Stockton              | 15 962                  | 36,29                   |
|                            | Lib Dem                                           | Peter Hampson              | 8 196                   | 18,63                   |
|                            | BNP                                               | Colin Marsh                | 1 063                   | 2,42                    |
|                            | UKIP                                              | Paul Remfry                | 1 018                   | 2,31                    |
|                            | Verdi                                             | Howard Thorp               | 338                     | 0,77                    |
|                            | Indipendente                                      | Mike Cooksley              | 270                     | 0,61                    |
|                            | Indipendente                                      | Tom Reynolds               | 133                     | 0,30                    |
|                            | Indipendente                                      | Will Charlton              | 57                      | 0,13                    |
|                            |                                                   |                            |                         |                         |
| Iscritti                   | Iscritti                                          | Iscritti                   | 66 550                  | 100,00                  |
| ↳ Votanti (% su iscritti)  | ↳ Votanti (% su iscritti)                         | ↳ Votanti (% su iscritti)  | 43 990                  | 66,10                   |
| ↳ Astenuti (% su iscritti) | ↳ Astenuti (% su iscritti)                        | ↳ Astenuti (% su iscritti) | 22 560                  | 33,90                   |
|                            |                                                   |                            |                         |                         |
|                            | Esito: collegio passa da Laburista a Conservatore |                            |                         |                         |

### Elezioni negli anni 2000
| Partito                    | Partito                                | Candidato                  | Risultati 5 maggio 2005 | Risultati 5 maggio 2005 |
| Partito                    | Partito                                | Candidato                  | Voti                    | %                       |
| -------------------------- | -------------------------------------- | -------------------------- | ----------------------- | ----------------------- |
|                            | Laburista                              | Michael Thomas Hall        | 18 759                  | 47,59                   |
|                            | Conservatore                           | Jonathan Mackie            | 11 904                  | 30,20                   |
|                            | Lib Dem                                | Trevor Nigel Griffiths     | 7 723                   | 19,59                   |
|                            | UKIP                                   | Brenda Swinscoe            | 1 034                   | 2,62                    |
|                            |                                        |                            |                         |                         |
| Iscritti                   | Iscritti                               | Iscritti                   | 69 036                  | 100,00                  |
| ↳ Votanti (% su iscritti)  | ↳ Votanti (% su iscritti)              | ↳ Votanti (% su iscritti)  | 39 420                  | 57,10                   |
| ↳ Astenuti (% su iscritti) | ↳ Astenuti (% su iscritti)             | ↳ Astenuti (% su iscritti) | 29 616                  | 42,90                   |
|                            |                                        |                            |                         |                         |
|                            | Esito: collegio confermato a Laburista |                            |                         |                         |

| Partito                    | Partito                                | Candidato                  | Risultati 7 giugno 2001 | Risultati 7 giugno 2001 |
| Partito                    | Partito                                | Candidato                  | Voti                    | %                       |
| -------------------------- | -------------------------------------- | -------------------------- | ----------------------- | ----------------------- |
|                            | Laburista                              | Michael Thomas Hall        | 20 611                  | 52,48                   |
|                            | Conservatore                           | Carl Cross                 | 10 974                  | 27,94                   |
|                            | Lib Dem                                | Trevor Nigel Griffiths     | 5 643                   | 14,37                   |
|                            | Indipendente                           | Mike Cooksley              | 1 484                   | 3,78                    |
|                            | UKIP                                   | Jim Bradshaw               | 559                     | 1,42                    |
|                            |                                        |                            |                         |                         |
| Iscritti                   | Iscritti                               | Iscritti                   | 68 178                  | 100,00                  |
| ↳ Votanti (% su iscritti)  | ↳ Votanti (% su iscritti)              | ↳ Votanti (% su iscritti)  | 39 271                  | 57,60                   |
| ↳ Astenuti (% su iscritti) | ↳ Astenuti (% su iscritti)             | ↳ Astenuti (% su iscritti) | 28 907                  | 42,40                   |
|                            |                                        |                            |                         |                         |
|                            | Esito: collegio confermato a Laburista |                            |                         |                         |

## Risultati dei referendum
|             | Collegio    | Lasciare UE % | Rimanere in UE % |
| ----------- | ----------- | ------------- | ---------------- |
|             | Weaver Vale | 50,1%         | 49,9%            |
| Inghilterra | 53,3%       | 46,7%         |                  |
| Regno Unito | 51,9%       | 48,1%         |                  |